# Stictopisthus clavatus
Stictopisthus clavatus là một loài tò vò trong họ Ichneumonidae.